# 식스토 로드리게스
식스토 로드리게스(Sixto Rodriguez, 1942년 7월 10일~2023년 8월 8일)는 예명인 로드리게스로 알려진 미시간주 디트로이트 출신의 미국의 싱어송라이터다. 그의 음악 경력은 처음에 미국에서 실망스러운 것으로 판명되었지만 로드리게스에게는 알려지지 않은 그의 음반들이 매우 성공적이 되었고 그가 엘비스 프레슬리보다 더 많은 음반을 팔았다고 여겨지는 남아공에서 영향력을 행사하게 되었다. 그의 연구는 또한 아프리카의 다른 나라들, 그리고 호주와 뉴질랜드에서도 다음과 같은 것을 발견했다. 그에 대한 정보가 부족했기 때문에, 그가 두 번째 음반을 발매한 직후 자살했다는 소문이 현지에서 잘못 나돌았다.
1990년대, 결연한 남아공 팬들은 로드리게스를 찾아 연락하는데 성공했고, 그로 인해 그의 음악 경력은 예기치 않게 되살아났다. 이것은 2012년 아카데미상 다큐멘터리 영화 《서칭 포 슈가맨》에서 언급되었고 로드리게스가 고국에서 명성을 얻는 데 도움이 되었다. 2013년 5월, 로드리게스는 디트로이트에 있는 모교인 웨인 주립 대학교에서 명예 휴먼 레터 박사 학위를 받았다.
로드리게스는 디트로이트의 역사적인 우드브릿지 근처에 살고 있는데, 그 곳을 통해 그는 《서칭 포 슈가맨》을 걷고 있다. 그는 자신의 전화나 휴대폰을 소유하지 않은 채 소박한 생활을 하고 있으며, 가끔 올드 마이애미 펍과 같은 우드브릿지 인근 디트로이트와 디트로이트 미드타운의 캐스 코리더 구역에 있는 술집을 방문하는 등, 작은 지역 인파를 위한 라이브 콘서트를 해 온 것으로 알려져 있다.

## 개인 생활
로드리게스는 3명의 딸을 두고 있으며 두 번째 부인인 코니 코스코스와 별거 중이다. 그의 가족은 그의 직업에 깊이 관여하고 있고 그는 종종 그들을 데리고 길을 간다.

## 음반 목록
- 1970년 Cold Fact
- 1971년 Coming from Reality